# 吳乃德
吳乃德（1949年—），筆名怡農，臺灣政治學家，中央研究院兼任研究員，台灣民間真相與和解促進會發起人。主要研究領域為政治社會學，博士論文研究是中國國民黨如何鞏固它的威權政體。

## 著作目錄

### 專書
- 《台灣的社會變遷1985~2005：傳播與政治行為，台灣社會變遷基本調查系列三之4(精裝) （页面存档备份，存于）》，臺北：中央研究院社會所，2013。
- 《百年追求：臺灣民主運動的故事 卷二 自由的挫敗 （页面存档备份，存于）》，新北：衛城出版，2013。
- 《三代臺灣人：百年追求的現實與理想 （页面存档备份，存于）》，新北：遠足文化，2017。
- 《臺灣最好的時刻，1977-1987：民族記憶美麗島 （页面存档备份，存于）》，臺北：春山出版，2020。

## 爭議事件
在2023年臺灣#MeToo運動中，因被控十三、四年前性騷擾，吳乃德為事件道歉，宣布退出公共事務。

## 外部連結
- 中央研究院社會學研究所人員名錄 - 吳乃德(Wu, Nai-Teh) （页面存档备份，存于）